# 가네카쓰 리오
가네카쓰 리오(일본어: 金勝 里央, 1999년 3월 11일 ~ )는 일본의 여자 축구 선수이다.

## 국가대표팀 경력
그녀는 2016년 FIFA U-17 여자 월드컵에 참가할 일본 U-17 국가대표팀에 발탁되었으며, 4경기에 출전, 준우승에 기여했다.